# Parovėja
Parovėja − wieś na Litwie, w okręgu poniewieskim, w rejonie birżańskim, nad Rovėją, siedziba administracyjna gminy Parovėja. W 2011 roku liczyła 329 mieszkańców.